# Sho Sato
Sho Sato (født 22. juli 1993) er en japansk fodboldspiller, som spiller for den japanske fodboldklub Thespakusatsu Gunma.